# International Soccer League

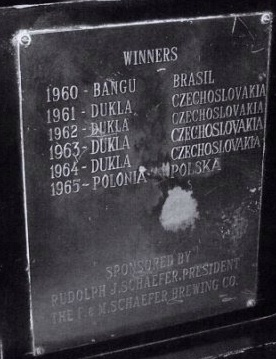
Přehled vítězů

International Soccer League, v českém prostředí známá jako Americký pohár, byla fotbalová soutěž, která se konala v New Yorku a dalších městech USA v letech 1960 až 1965. Nejúspěšnějším účastníkem byla Dukla Praha se čtyřmi prvenstvími.
Turnaj založil milionář William D. Cox, majitel baseballového klubu Philadelphia Phillies. Jeho cílem byla popularizace evropského fotbalu u amerického publika. Protože domácí hráči nedosahovali potřebné kvality, pozval přední evropské a jihoamerické kluby a doplnil je týmy New York Americans a Montreal Concordia, ve kterých ovšem také působila řada cizinců. V letní ligové přestávce se hrály dvě skupiny systémem každý s každým a jejich vítězové se utkali ve finále o celkové prvenství. První ročník v roce 1960 vyhrál brazilský tým Bangu Atlético Clube, na druhý ročník byla pozvána i pražská Dukla, která svoji skupinu vyhrála bez jediné porážky a se skóre 36:6.

## Výsledky Dukly v ročníku 1961
- Dukla -  Crvena Zvezda Bělehrad 4:2
- Dukla -  Hapoel Petah Tikva 7:1
- Dukla -  Rapid Vídeň 6:0
- Dukla -  Concordia Montreal 2:2
- Dukla -  AS Monaco 2:0
- Dukla -  Espanyol Barcelona 5:1
- Dukla -  Shamrock Rovers 10:0

Ve finále Dukla porazila Everton FC 7:2 a 2:0. Nejlepším střelcem turnaje byl Rudolf Kučera s 19 brankami.
Od roku 1962 se formát soutěže změnil. Vítěz ligy se utkal v dvojzápase s obhájcem prvenství o American Challenge Cup (Americký vyzývací pohár). Dukla třikrát obhájila titul, až v posledním ročníku prohrála s mužstvem Polonia Bytom.

## Finálové zápasy
Zdroj:
- International Soccer League 1960:  Bangu Atlético Clube —  Kilmarnock FC 2:0
- International Soccer League 1961:  Dukla Praha —  Everton FC 7:2 a 2:0
- International Soccer League 1962:  America FC —  Belenenses Lisabon 2:1 a 1:0
- American Challenge Cup 1962:  Dukla Praha —  America FC 1:1 a 2:1
- International Soccer League 1963:  West Ham United —  Górnik Zabrze 1:1 a 1:0
- American Challenge Cup 1963:  Dukla Praha —  West Ham United 1:0 a 1:1
- International Soccer League 1964:  Zagłębie Sosnowiec —  Werder Brémy 4:0 a 1:0
- American Challenge Cup 1964:  Dukla Praha —  Zagłębie Sosnowiec 3:1 a 1:1
- International Soccer League 1965:  Polonia Bytom —  New York Americans 3:0 a 2:1
- American Challenge Cup 1965:  Polonia Bytom —  Dukla Praha 2:0 a 1:1

Po šestém ročníku byla existence International Soccer League ukončena. Důvodem byla jednak finanční ztrátovost podniku, jednak nesouhlas United States Soccer Federation, která v Coxově turnaji viděla nežádoucí konkurenci. Cox se později podílel na založení North American Soccer League.